# Turaco-de-faces-brancas
O turaco-de-faces-brancas (Menelikornis leucotis) é uma espécie de ave da família Musophagidae.
Pode ser encontrada nos seguintes países: Eritreia, Etiópia e Sudão.